# 毛里齊奥·多米齊
毛里齊奥·多米齐（Maurizio Domizzi）是意大利的一名足球運動員，在場上司職後衛。他目前效力于意大利足球甲級聯賽球隊烏迪內斯。

## 外部連結
- http://www.gazzetta.it/speciali/statistiche/2008_nw/giocatori/50286.shtml （页面存档备份，存于）